# Hogna kankunda
Hogna kankunda Roewer, 1959 è un ragno appartenente alla famiglia Lycosidae.

## Caratteristiche
Lo sterno e la coxae sono di colore nero; gli altri segmenti delle zampe sono di un color marrone uniforme e ricoperti di una peluria grigio-biancastra.
L'olotipo femminile rinvenuto ha lunghezza totale è di 18mm; la lunghezza del cefalotorace è di 8,0 mm; e quella dell'opistosoma è di 10,0 mm.

## Distribuzione
La specie è stata reperita nella Repubblica Democratica del Congo meridionale: lungo il corso del fiume Kankunda, affluente di sinistra del fiume Lupiala, e subaffluente di destra del fiume Lufira, all'interno del Parco nazionale di Upemba.

## Tassonomia
Al 2017 non sono note sottospecie e dal 1959 non sono stati esaminati nuovi esemplari.